# Nockenschaltwerk

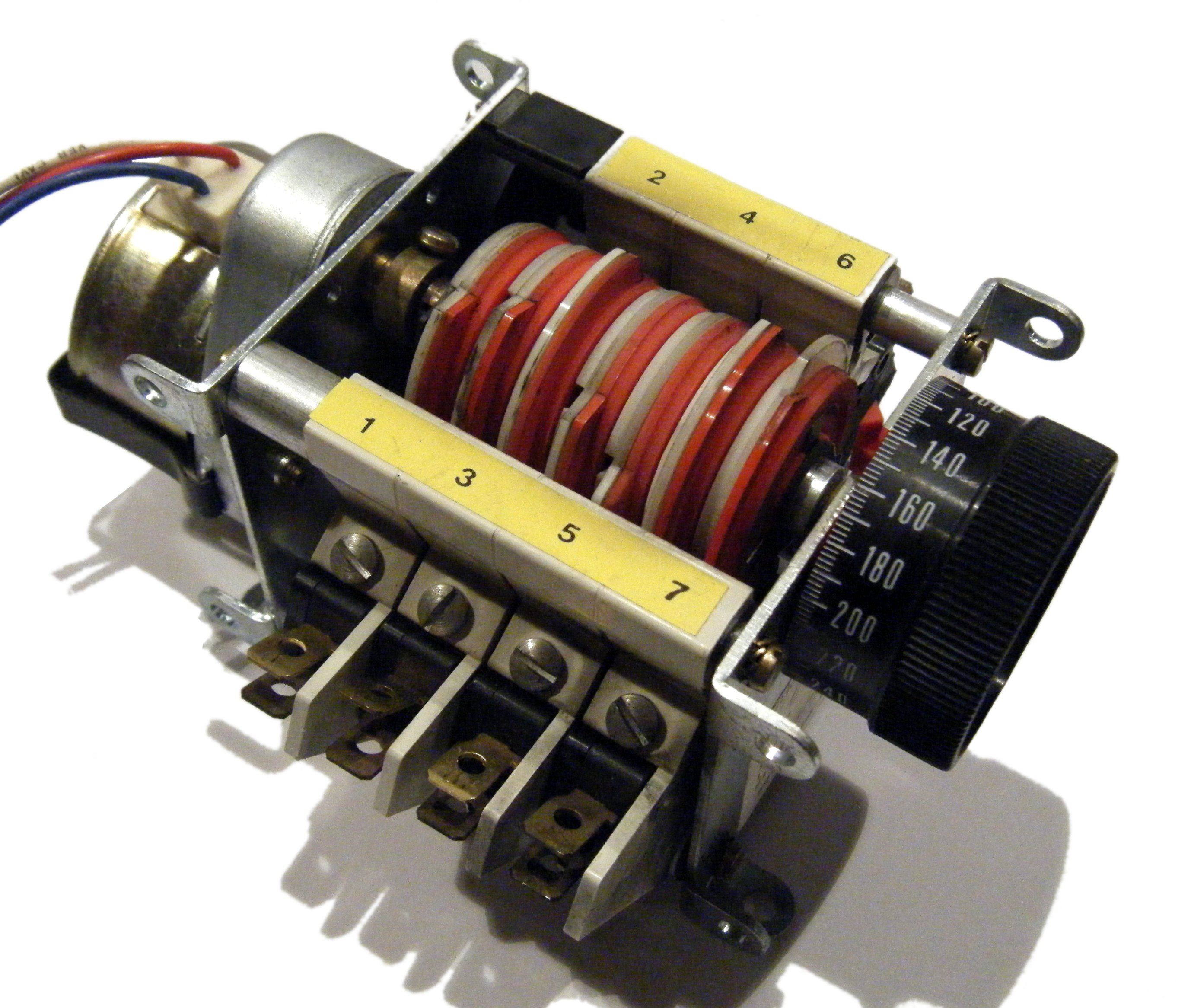
Nockenschaltwerk

Ein Nockenschaltwerk ist ein elektromechanisches oder elektrisches Bauelement, das dazu dient, elektrische Schalter in einem bestimmten Zeitablauf zu öffnen und zu schließen. Grundsätzlich unterscheidet man zwischen mechanischen und elektronischen Nockenschaltwerken.

## Mechanisches Nockenschaltwerk
Zu den mechanischen Nockenschaltwerken zählen unter anderem früher bei elektrischen Bahnen gebräuchliche Fahrschalter, in vielen Haushaltsgeräten, wie Waschmaschinen oder Wäschetrockner, verbaute Trommelschalter und rein manuell zu bedienenden Nockenschalter.

## Elektronisches Nockenschaltwerk

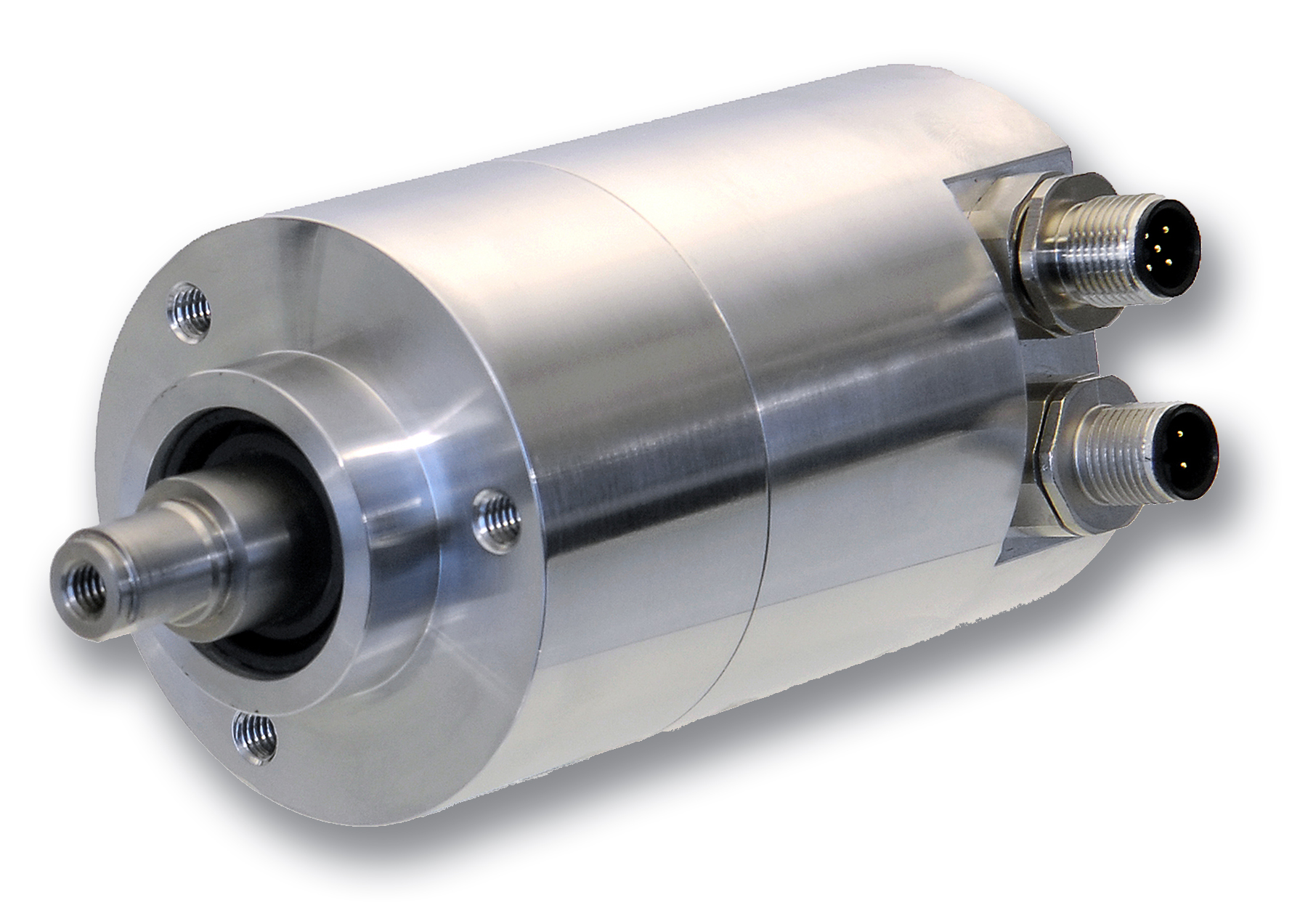
TWK Nockenschaltwerk

Das Ziel elektronischer Nockenschaltwerke ist es, mechanische Steuerungen nicht nur zu ersetzen, sondern ihre Funktion genauer, einfacher, universeller anwendbar und verschleißfreier zu machen. Das mechanische Nockenschaltwerk betätigt über Teilabschnitte eines Kreises einen Schalter, der über die Länge dieses Teilabschnittes geschlossen ist. Ein solcher Teilabschnitt ist als „Nocke“ definiert. Jeder Schalter stellt einen Ausgang dar. Mehrere parallel angeordnete Kreise ergeben die Anzahl der Ausgänge.
Dieses Grundprinzip wurde von den mechanischen Nockenschaltwerken übernommen. Die Programmierung einer Nocke auf einem Ausgang geschieht über die Eingabe eines Einschalt- und eines Ausschaltpunktes. Zwischen diesen Punkten ist der Ausgang eingeschaltet. Gegenüber den mechanischen Nockenschaltwerken sind mit den elektronischen Nockenschaltwerken nun neue Funktionalitäten möglich: So sind eine dynamische Nockenverschiebung (Kompensation der Totzeit eines angeschlossenen Aktors), Winkel-Zeit-Nocken, elektronische Nullpunktverschiebung und vieles mehr möglich.